# Hans Wolfgang Reinhard
Hans Wolfgang Reinhard (Hohenstein-Ernstthal, 11 december 1888  - Karlsruhe, 6 oktober 1950 ) was een Duitse luitenant-generaal in de Tweede Wereldoorlog.

## Militaire loopbaan
Reinhard ging van 1895 tot 1908 naar de lagere school en het gymnasium in Zwickau. In maart 1908 trad hij toe tot het Saksische leger. Eind 1909 werd hij bevorderd tot luitenant in het 8e Infanterieregiment "Prins Johann Georg", nr. 107, en diende daar tijdelijk als adjudant. Tijdens de Eerste Wereldoorlog nam hij deel aan de gevechten aan het westfront. Voor zijn optreden in de slag om Artois werd Reinhard op 20 oktober 1915 als eerste luitenant en compagniescommandant in het 16e Infanterieregiment, nr. 182, onderscheiden met het Ridderkruis van de Militaire St.-Heinrichs-Orde. Reinhard beëindigde de oorlog als kapitein, gedecoreerd met beide klassen van het IJzeren Kruis, het Verwondingsinsigne in zwart, het Ridderkruis II. klasse van de Civiele Verdienstenorde met zwaarden en het Ridderkruis I. klasse van de Albrechtsorde met zwaarden en kroon.
Na de oorlog diende hij van maart tot oktober 1919 in de staf van de 24e Infanteriedivisie en vervolgens in de staf van de 19e Reichswehr-Brigade. In oktober 1920 werd hij toegewezen aan het 37e Reichswehr-Infanterieregiment en tegelijk aangesteld als artillerieleider. Begin 1921 trad hij officieel toe tot de Reichswehr en diende aanvankelijk als compagniescommandant en later vanaf oktober 1921 als bataljonscommandant in het 11e Infanterieregiment in Leipzig. Vanaf oktober 1927 diende hij vier jaar in de staf van de 4e Divisie in Dresden.
Daarna werd hij opnieuw actief in het 11e (Saksische) infanterieregiment. In juli 1934 werd hij gepromoveerd tot kolonel. In november 1937 werd hij benoemd tot generaal-majoor. Aan het begin van de Tweede Wereldoorlog in september 1939 leidde hij zijn divisie aan de Boven-Rijn en werd in oktober 1939 gepromoveerd tot luitenant-generaal. Dit werd in mei/juni 1940 gevolgd door de inzet van de divisie in de Slag om Frankrijk als onderdeel van het 12e Leger (Wehrmacht).
Op 1 november 1940 werd hij bevorderd tot generaal van de infanterie en kreeg op 25 november het bevel over het nieuw opgerichte 51e Legerkorps. Tijdens Operatie Barbarossa werd zijn korps in juli 1941 toegewezen aan het 6e Leger, waarbij zijn troepen vochten bij Malin en de Teterew-sector. Op 22 september 1941 werd hij onderscheiden met het Ridderkruis van het IJzeren Kruis. In het voorjaar van 1942 voerde hij het bevel over het 51e legerkorps tijdens de Slag om Charkov. Van juni 1942 tot december 1944 leidde hij het 88e legerkorps in Nederland. Reinhard rechtvaardigde de plunderingen tijdens de terugtocht van de Duitse troepen door te zeggen dat de voorraad van de burgerbevolking voor militaire doeleinden gebruikt kon worden. Door de harde winter van 1944/45 had deze uitspraak echter weinig invloed op de troepen.

In september 1944 was Reinhard bij het legerkorps betrokken bij Operatie Market Garden. Zijn opvolger was luitenant-generaal Eugen Felix Schwalbe.
Op 10 april 1945 diende Reinhard zijn ontslag in uit protest tegen de inmenging van Martin Mutschmann in militaire aangelegenheden.  Tot het einde van de oorlog kreeg hij geen posten meer en werd vervolgens krijgsgevangen genomen.